# Gordon (schiavo)
Gordon, conosciuto anche come Peter il fustigato (Whipped Peter) (fl. XIX secolo), è stato un militare statunitense. Nato schiavo, riuscì a fuggire da una piantagione della Louisiana nel 1863 e a guadagnare la libertà raggiungendo un accampamento dell'Unione a Baton Rouge, sempre in Louisiana, dove poi si arruolò.
Gordon divenne famoso in quanto soggetto di una serie di fotografie ritraenti per la maggior parte la sua schiena completamente ricoperta da cicatrici, frutto di tutte le frustate che aveva ricevuto nella sua vita da schiavo. Gli abolizionisti utilizzarono queste fotografie, distribuendole in formato biglietto da visita sia in tutti gli USA che nel resto del mondo, per mostrare gli abusi e la crudeltà della schiavitù.
Nel luglio 1863 quelle fotografie di Gordon furono pubblicate sull'Harper's Weekly, la rivista a più grande tiratura durante la guerra di secessione americana, e la loro vista fu, per gli abitanti degli stati nordisti, una prova così impressionante dei brutali trattamenti a cui erano sottoposti gli schiavi che molti afroamericani liberi decisero di arruolarsi nell'Union Army.
Lo stesso Gordon si arruolò poi nelle United States Colored Troops poco dopo la loro istituzione e servì per l'Unione durante la guerra di secessione.

## Biografia

### La fuga
Poco o nulla è noto della vita di Gordon prima della sua fuga; basandosi sul fatto che egli era soprannominato "whipped Peter", c'è addirittura chi pensa che il suo nome di battesimo fosse per l'appunto "Peter" e che "Gordon", il nome con cui è comunemente chiamato, fosse in realtà il suo cognome. Quello che si sa è che, nel marzo 1863, Gordon fuggì dalla piantagione di 3.000 acri (12 km2) di proprietà dei coniugi John e Bridget Lyons, che nel censimento del 1860 risultavano essere possessori di quaranta schiavi. La piantagione era situata vicino all'argine occidentale del fiume Atchafalaya, nei pressi della parrocchia di Saint Landry, a metà strada tra gli odierni insediamenti di Melville e Krotz Springs, in Louisiana.
Per coprire il proprio odore ed evitare che i cani segugio che gli stavano dando la caccia potessero rintracciarlo, Gordon portò con sé delle cipolle prese nella piantagione, con cui ebbe l'accortezza di strofinarsi il corpo ogni volta che usciva da un acquitrino o da una palude. Egli percorse in questo modo più di 60 km in dieci giorni fino a raggiungere le truppe del XIX corpo d'armata dell'esercito unionista stanziato a Baton Rouge.

### Arrivo nell'accampamento dell'Unione

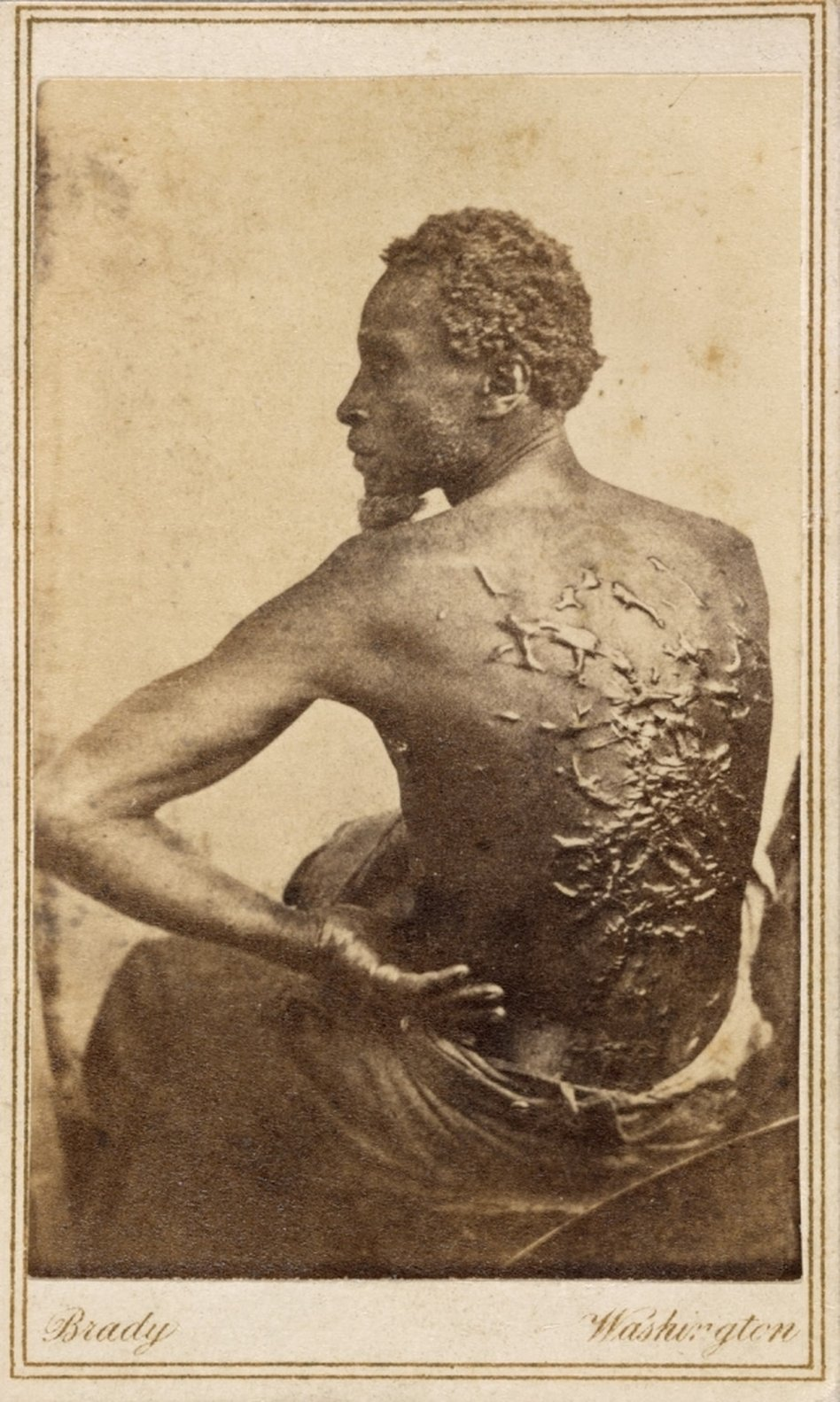
Una fotografia della schiena di Gordon scattata da McPherson and Oliver.

Dopo il suo arrivo nell'accampamento nordista, il 2 aprile 1863 Gordon fu sottoposto a una visita medica che rivelò gli innumerevoli cheloidi presenti sulla sua schiena, frutto di tutte le frustate ricevute nella sua vita da schiavo. William D. McPherson e il suo socio, Oliver, due fotografi viaggianti che si trovavano nel campo, realizzarono un reportage fotografico sulla schiena di Gordon da cui produssero una serie di fotografie in formato biglietto da visita.

I presenti hanno riferito che durante la visita Gordon disse:

### Servizio nell'esercito dell'Unione

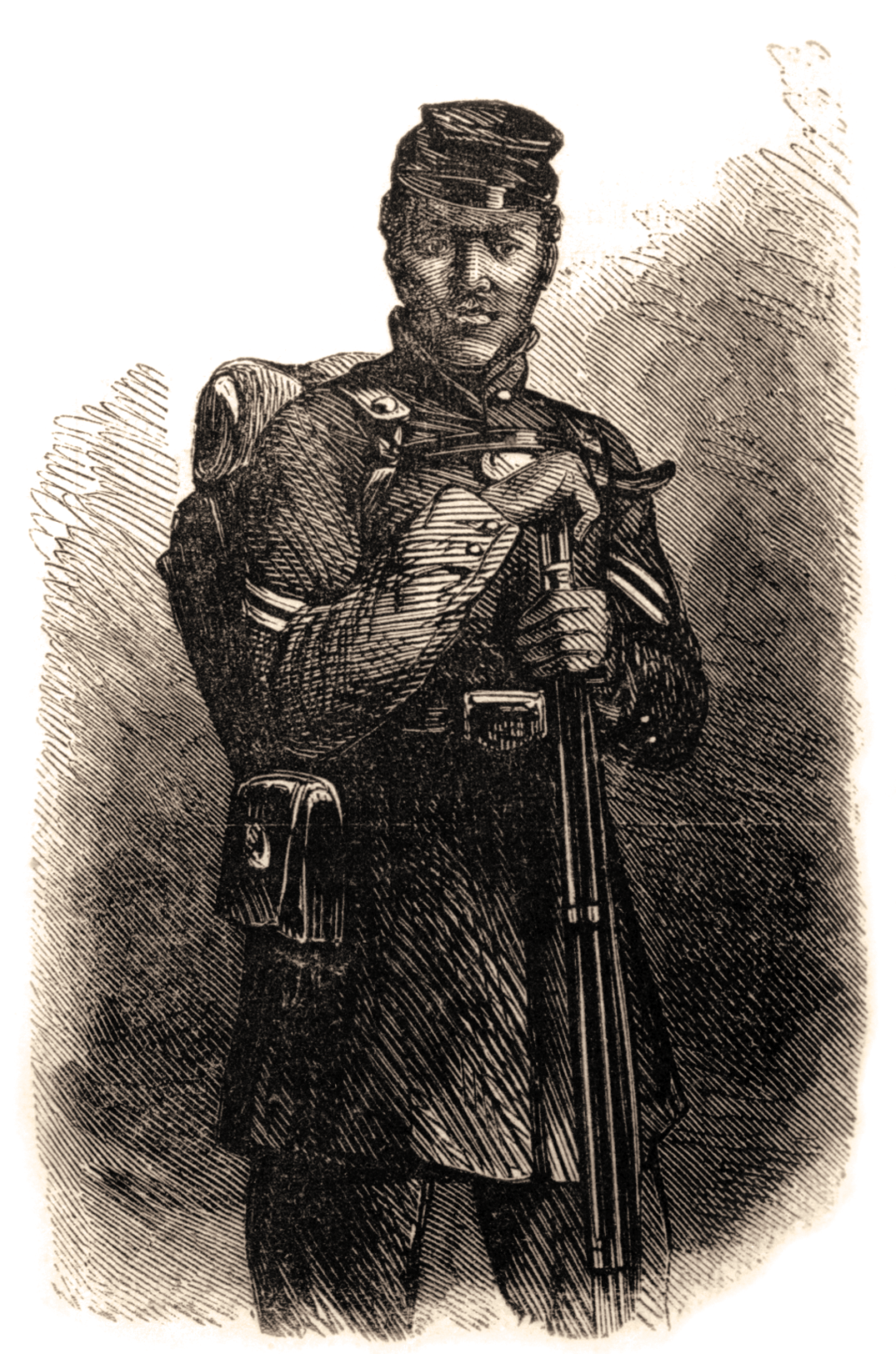
Gordon, conosciuto anche come "Whipped Peter", con l'uniforme dell'esercito unionista una volta arruolatosi nelle United States Colored Troops.

Gordon si arruolò nell'esercito dell'Unione come guida tre mesi dopo che il Proclama di Emancipazione permise l'arruolamento degli schiavi liberati nelle forze armate. Nel corso di una missione egli fu preso prigioniero da parte di soldati Confederati che dopo averlo legato lo picchiarono e lo abbandonarono dandolo per morto. Gordon però sopravvisse e riuscì di nuovo a unirsi alle forze nordiste.
Subito dopo il suo rientro, Gordon fu inserito in un'unità delle Truppe di colore degli Stati Uniti d'America chiamata Corps d'Afrique. Con questa, egli partecipò, col grado di sergente (fu il primo soldato africano americano ad avere un ruolo di comando in un assalto) all'assedio di Port Hudson, durante il quale i presenti sostengono che abbia combattuto impavidamente, nel maggio 1863.

## Eredità
James Bennet, direttore della rivista The Atlantic, nel 2011 ebbe occasione di dire a proposito delle fotografie:

In una lettera inviata al dottor William Johnson Dale, chirurgo generale dello Stato del Massachusetts, nell'aprile del 1863, il dottor Samuel Knapp Towle, chirurgo del XXX reggimento dei volontari del Massachusetts in servizio all'ospedale di Baton Rouge, scrisse:
In un articolo apparso il 12 giugno 1863 sul quotidiano The Liberator, di Boston, si legge:
Il chirurgo del I reggimento della Guardia Nativa della Louisiana, scrivendo a suo fratello rimasto in città, ha accluso questa fotografia con queste parole:
"Ti invio la fotografia di uno schiavo, di come egli appare dopo una fustigazione. Durante il periodo in cui ho visitato uomini per il mio e per altri reggimenti, ho visto centinaia di queste situazioni - quindi non mi sono nuove; ma potrebbero essere nuove per te. Se conosci qualcuno che parla dei modi umani in cui gli schiavi sono trattati, per favore, mostragli questa fotografia. Essa costituisce una predica già da sé stessa."»

In un articolo apparso il 28 maggio 1863 sul settimanale The Independent, di New York, e poi ripreso dal The Liberator il 19 giugno, si legge:

## Nella cultura di massa
- Nel film del 2012 Lincoln, il figlio di Abraham Lincoln, Tad, osserva alla luce di una candela una lastra fotografica della visita medica di Gordon.[18]
- nel 2022 Will Smith interpreta Gordon nel film Emancipation - Oltre la libertà.

## Galleria d'immagini

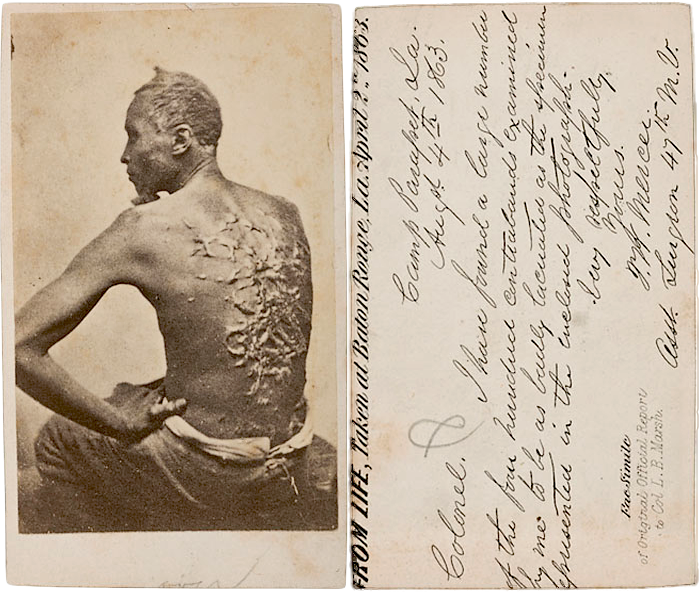
Una fotografia della visita medica di Gordon.
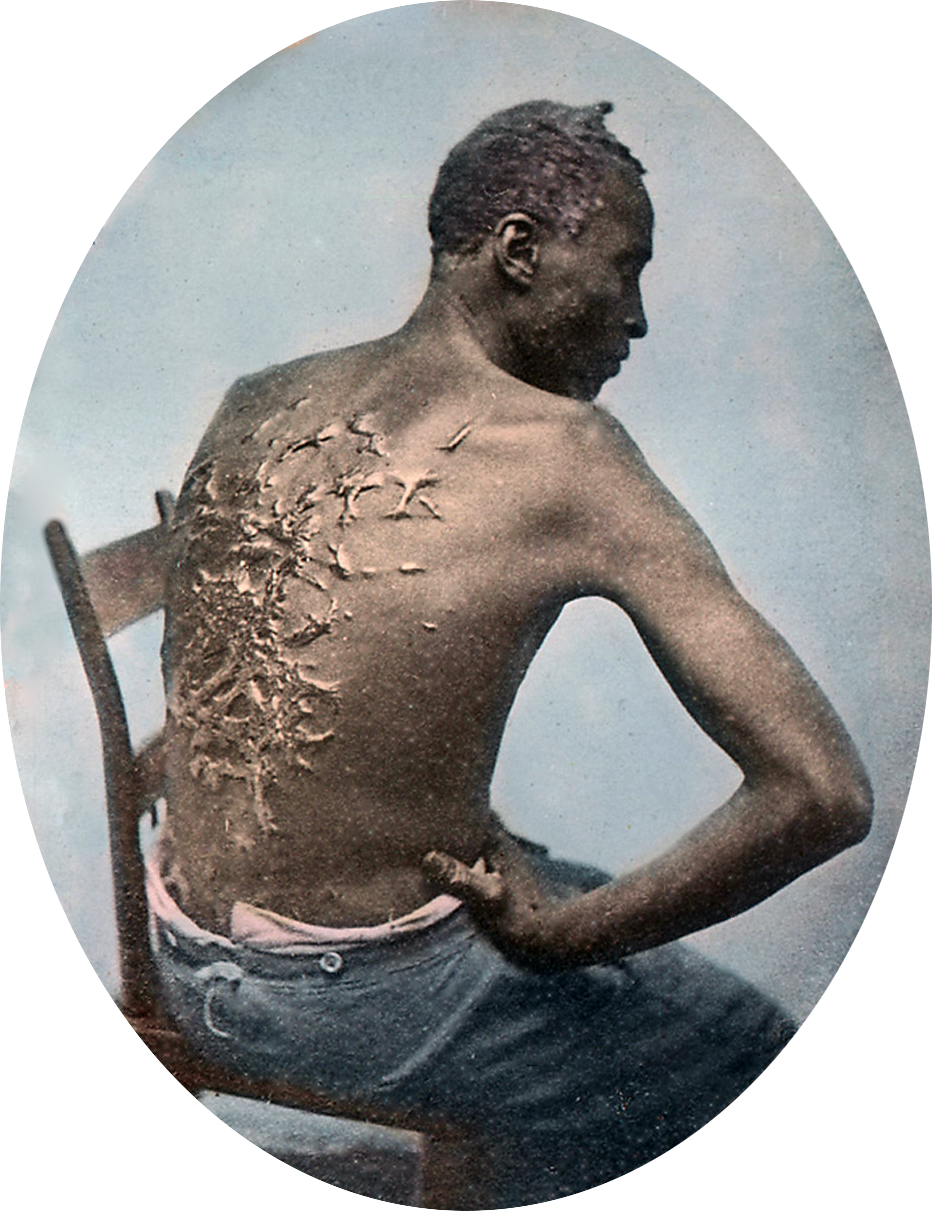
Un'antica diapositiva colorata di Gordon durante la sua visita nel 1863 (l'immagine è orizzontalmente ribaltata).
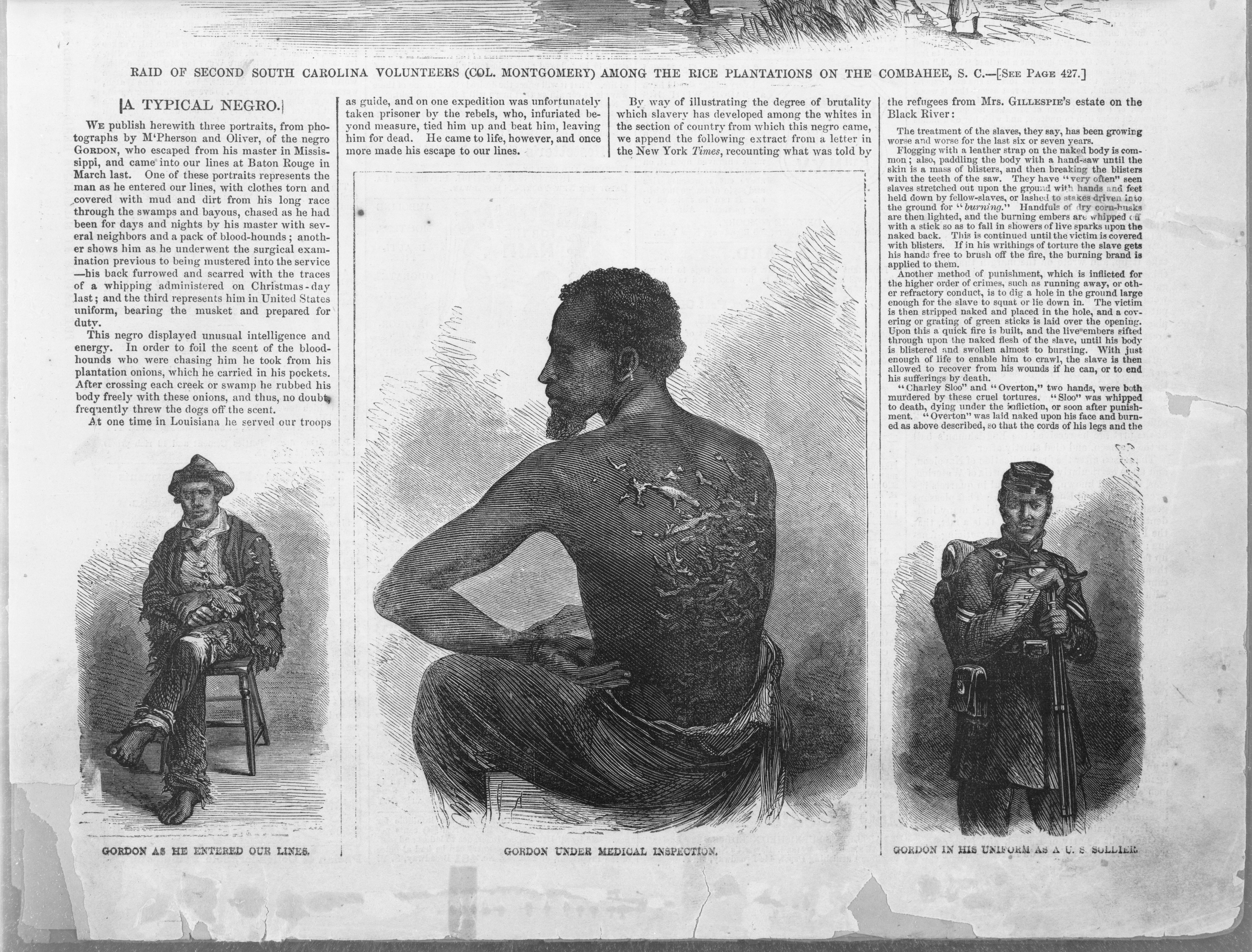
L'articolo apparso sull'Harper's Weekly nel 1863.
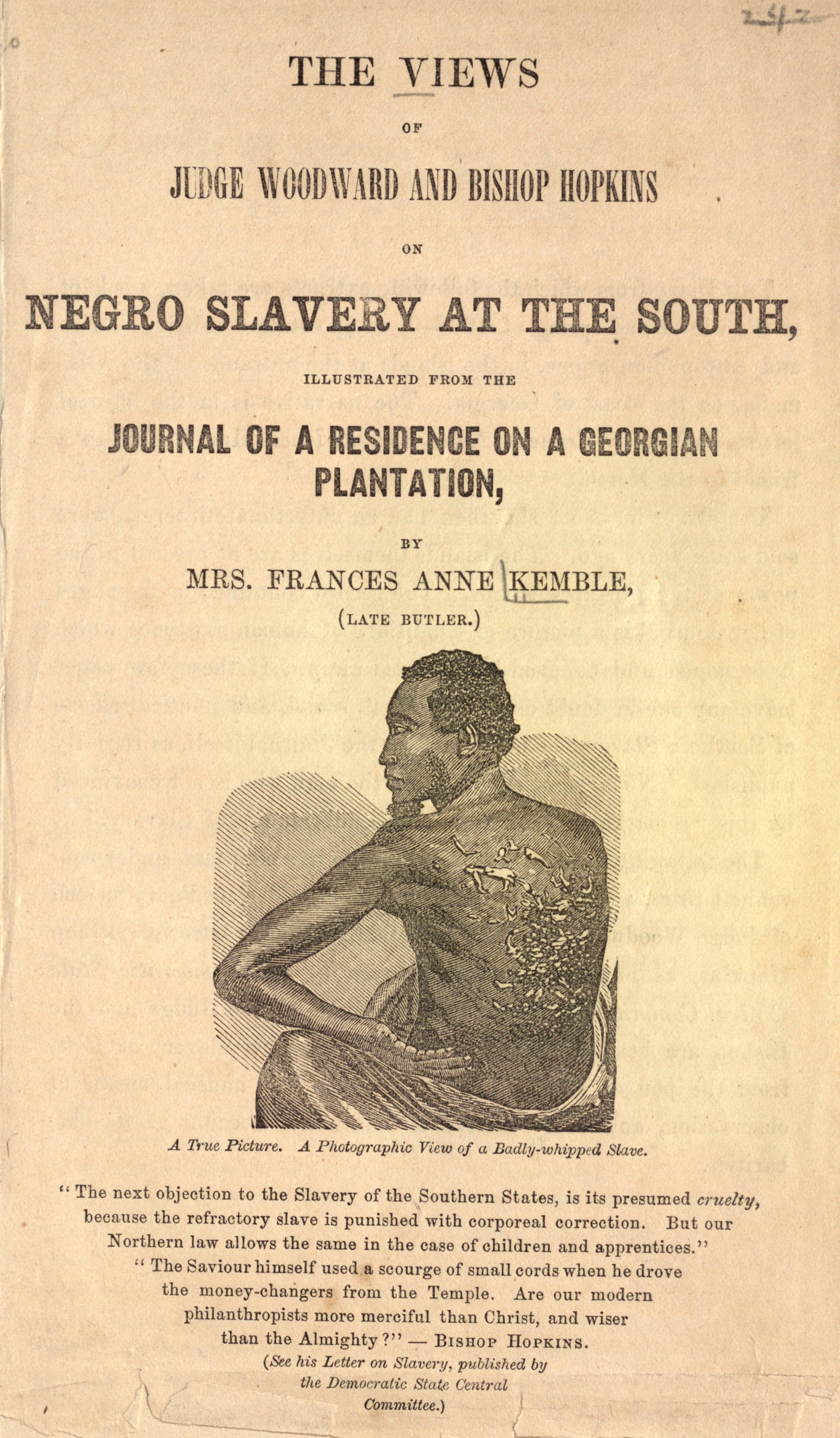
La copertina di un libro anti-schiavitù del 1863.
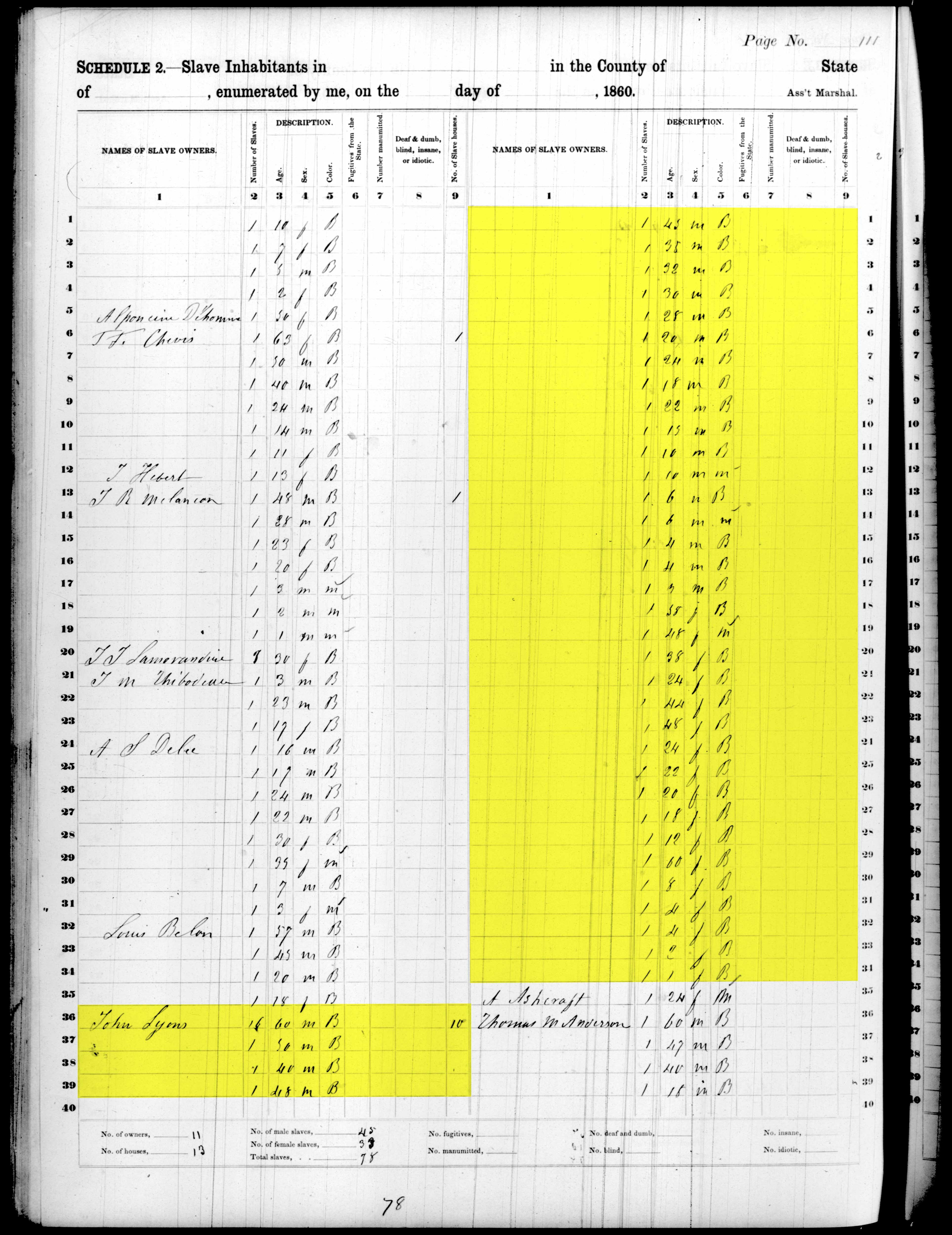
La scheda del censimento del 1860 con gli schiavi di proprietà di John Lyons.  Gordon è probabilmente uno dei maschi adulti qui elencati in ordine di età.